# Тустеп-гэридж
Тустеп-гэридж (англ. 2-step garage), или сокращённо тустеп (англ. 2-step) — стиль электронной музыки, возникший в Англии в конце 1990-х, как поджанр британского гэриджа.

## История возникновения и характеристика
В конце 1990-х написание гэриджа стало приобретать экспериментальный характер. К 1998 году эксперименты проводились главным образом над партией ударных. Если прежде ритм был основан на прямом бас-барабане в четыре четверти и синкопированном малом барабане, то теперь всё могло быть наоборот — малые барабаны стучат размеренно, а бас-барабан смещается на слабую долю. Ключевым изменением при такой перевёрнутой схеме стало удаление второго и четвёртого удара бас-барабана из такта, при том, что как минимум второй и четвёртый удар малого барабана остаются на своём месте. Построенный по такой технологии гэридж из-за двух ударов бас-барабана в такте назвали «тустепом» (2-step — два шага). Для поддержания насыщенности в тустепе образующиеся на месте удалённых барабанов провалы заполнялись звуками синтезированных органов, духовых и струнных инструментов. Также сверху стали добавлять акапеллы, как правило, заимствованные из записей американского ритм-н-блюза, а затем и полноценные вокальные партии. Фактически, тустеп-гэридж превратился в вокальную музыку и в таком виде ворвался на первые места национальных хит-парадов. Тустеп получил широкую популярность не только в Великобритании, но и по всему миру, и в коммерческом плане стал наиболее успешной формой гэриджа.

## Примеры композиций
- Tina Moore — Never Gonna Let You Go[англ.] (Kelly G remix) (1995)
- Amira — My Desire (Dreem Teem Remix) (1997)
- Dreem Teem — The Theme (1997)
- Tina Moore — Nobody Better[англ.] (Dem 2’s Luv Unlimited Remix) (1997)
- MJ Cole — Sincere (1998)
- Whitney Houston — It's Not Right but It's Okay[англ.] (Marvel & Eil’s G3 remix) (1999)
- Brandy & Monica — The Boy Is Mine (Architects Remix) (2000)
- MJ Cole — Crazy Love[англ.] (2000)
- So Solid Crew — 21 Seconds[англ.] (2001)[2]